# Detre László (mikrobiológus)
Detre László (eredetileg Deutsch László, sok tanulmányában még mint Detre/Deutsch szerepel) (Nagysurány, 1874. október 29. – Washington, 1939. május 7.) magyar mikrobiológus. 1899-ben a királyi Orvosegyesület ülésén „A typhusellenes védőanyagok eredete” című előadásában ő ismertette először az „antigén” fogalmát.
A Pasteur Intézetben a tífusz elleni immunitást tanulmányozva kidolgozta a specifikus ellenanyagok keletkezésének antigén-teóriáját (az elnevezés is az ő nevéhez fűződik). Elsőként ismerte fel az immunszuppresszió jelenségét, valamint a zónajelenséget. Eredményeivel hozzájárult a szifilisz kimutatására szolgáló specifikus szerológiai vérvizsgálati módszernek, a Wassermann-reakciónak a kidolgozásához, amely lehetővé tette a szifiliszes fertőzés korai felismerését.

## Főbb művei
- Impfstoffe und Sera (Lipcse, 1903, K. Feistmantellel közösen, német nyelven)
- A gyakorlati immunizálás tana (Budapest, 1906) – az első komoly, magyar nyelvű immunológiai összefoglaló munka